# Jefe de Gobierno de la ciudad de Buenos Aires
La Jefatura de Gobierno de la Ciudad de Buenos Aires es la forma de gobierno adoptada por el Poder Ejecutivo de la Ciudad Autónoma de Buenos Aires desde el año 1996, luego de la declaración de autonomía de esta ciudad, capital de la República Argentina. 
Esta forma de gobierno es ejercida por un Jefe de Gobierno electo por el voto popular, cuya duración en el cargo es de cuatro años y con la posibilidad de reelección consecutiva por un solo período. Junto al Jefe de Gobierno también se encuentra la figura del Vicejefe de Gobierno, quien también es elegido por el voto popular con los mismos períodos que el Jefe de Gobierno y cuya función es la de asumir temporalmente el mando del Poder Ejecutivo en caso de ausencia, o de manera definitiva en caso de acefalía. 
La figura del Jefe de Gobierno de la Ciudad de Buenos Aires sustituyó la anterior figura del Intendente de la Ciudad de Buenos Aires, el cual era designado por el Presidente de la Nación en ejercicio, con el acuerdo del Senado de la Nación Argentina.
Desde 1996 el Gobierno de la Ciudad de Buenos Aires está organizado mediante un régimen de autonomía en virtud de lo establecido por la Reforma constitucional argentina de 1994 (art. 129). Este régimen de autonomía fue precisado en sus características por la Ley Nacional N.º 24.588 y la Constitución de la Ciudad de Buenos Aires de 1996 que, de acuerdo a lo ordenado por la Constitución Nacional, estableció un régimen republicano, con los tres poderes clásicos (ejecutivo, legislativo y judicial), varios órganos de control y un régimen comunal. El titular del Poder Ejecutivo lleva el título de Jefe de Gobierno de la Ciudad de Buenos Aires
Con anterioridad a 1996, la ciudad de Buenos Aires era un municipio gobernado por un funcionario con el título de "Intendente", elegido por el presidente de la Nación con acuerdo del Senado y un Concejo Deliberante elegido por voto popular.

## Jefe de Gobierno
Las funciones del Jefe de Gobierno de la Ciudad de Buenos Aires están establecidas en la Constitución de la Ciudad Autónoma de Buenos Aires, principalmente en el Cuarto Título (Poder Ejecutivo).

### Condiciones de ejercicio del mandato
- Elección: directa, por mayoría absoluta, aplicándose en caso de ser necesario el sistema de segunda vuelta electoral.[2]
- Duración: 4 años[3]
- Reelección: tanto el jefe de gobierno como el vice, pueden ser reelegidos una vez para ejercer dos mandatos sucesivos; para mandatos adicionales debe transcurrir al menos un período.[3]
- Parientes: No hay condicionamientos constitucionales.

### Limitaciones a la autonomía de la ciudad
Debido a que la Ciudad Autónoma de Buenos Aires no es una provincia, sino que goza de un régimen de autonomía garantizado por la Constitución Nacional, existen divergencias, tanto en el mundo político como jurídico, sobre los alcances y límites de esa autonomía.
Es al Congreso de la Nación al que le corresponde precisar las limitaciones de la autonomía porteña. Ello ha sido realizado por la Ley N.º 24.588 de 1996, conocida como Ley Cafiero. Entre las limitaciones establecidas por la Ley Cafiero se encuentran varios fueros judiciales (civil, penal, laboral, comercial), la policía de seguridad, varias áreas del transporte, facultades en materia de política laboral, la zona portuaria, etc. Estas limitaciones han generado reclamos por parte de varios sectores políticos porteños y en general los porteños y los ciudadanos del resto de las provincias tienen puntos de vista considerablemente diferentes sobre las limitaciones a la autonomía de Buenos Aires, sobre todo en materia presupuestaria, es decir, de dónde deberían provenir los fondos para sostener esas actividades.

## Lista de jefes de gobierno
| Unión Cívica Radical / Partido Justicialista / Frente Grande / Compromiso para el Cambio / Propuesta Republicana | Unión Cívica Radical / Partido Justicialista / Frente Grande / Compromiso para el Cambio / Propuesta Republicana | Unión Cívica Radical / Partido Justicialista / Frente Grande / Compromiso para el Cambio / Propuesta Republicana | Unión Cívica Radical / Partido Justicialista / Frente Grande / Compromiso para el Cambio / Propuesta Republicana | Unión Cívica Radical / Partido Justicialista / Frente Grande / Compromiso para el Cambio / Propuesta Republicana | Unión Cívica Radical / Partido Justicialista / Frente Grande / Compromiso para el Cambio / Propuesta Republicana | Unión Cívica Radical / Partido Justicialista / Frente Grande / Compromiso para el Cambio / Propuesta Republicana | Unión Cívica Radical / Partido Justicialista / Frente Grande / Compromiso para el Cambio / Propuesta Republicana | Unión Cívica Radical / Partido Justicialista / Frente Grande / Compromiso para el Cambio / Propuesta Republicana | Unión Cívica Radical / Partido Justicialista / Frente Grande / Compromiso para el Cambio / Propuesta Republicana | Unión Cívica Radical / Partido Justicialista / Frente Grande / Compromiso para el Cambio / Propuesta Republicana |
| N.º | Retrato | Jefe de gobierno                                                                                                 | Jefe de gobierno                                                                                                 | Origen | Mandato | Partido | Cargo anterior                                                                                                   | N.º | Vicejefe de gobierno                                                                                             | Vicejefe de gobierno                                                                                             |
| --- | --- | --- | --- | --- | --- | --- | --- | --- | --- | --- |
| 1 | | | Fernando de la Rúa 1937 – 2019 (81 años)                                                                         | Provincia de Córdoba                                                                                             | 7 de agosto de 1996 – 10 de diciembre de 1999 (Renunció para asumir presidencia de la Nación)                    | Unión Cívica Radical                                                                                             | Senador de la Nación Argentina (1993–1996)                                                                       | 1 (1996) | | Enrique Olivera (Asumió como Jefe de Gobierno)                                                                   |
| 2 | | | Enrique Olivera 1940 – 2014 (74 años)                                                                            | Ciudad Autónoma de Buenos Aires                                                                                  | 10 de diciembre de 1999 – 7 de agosto de 2000                                                                    | Unión Cívica Radical                                                                                             | Vicejefe de gobierno de la ciudad de Buenos Aires (1996–1999)                                                    | 1 (1996) | Vacante | Vacante |
| 3 | | | Aníbal Ibarra 1958 – (67 años)                                                                                   | Provincia de Buenos Aires                                                                                        | 7 de agosto de 2000 – 10 de diciembre de 2003                                                                    | Frente Grande | Vicepresidente de la Legislatura de Buenos Aires (1997–2000)                                                     | 2 (2000) | | Cecilia Felgueras                                                                                                |
| 3 | 10 de diciembre de 2003 – 7 de marzo de 2006 (Destituido)                                                        | Jefe de Gobierno de la Ciudad de Buenos Aires (2000–2003)                                                        | Aníbal Ibarra 1958 – (67 años)                                                                                   | Provincia de Buenos Aires                                                                                        | 3 (2003) | Frente Grande | | Jorge Telerman (Asumió como Vicejefe a cargo del Ejecutivo)                                                      | | |
| 4 | | | Jorge Telerman 1955 – (69 años)                                                                                  | Ciudad Autónoma de Buenos Aires                                                                                  | 3 (2003) | 14 de noviembre de 2005 – 7 de marzo de 2006                                                                     | Partido Justicialista                                                                                            | Vicejefe de gobierno de la ciudad de Buenos Aires (2003–2006)                                                    | Vacante | Vacante |
| 4 | 7 de marzo de 2006 – 10 de diciembre de 2007                                                                     | Vacante | Vacante | Ciudad Autónoma de Buenos Aires                                                                                  | 3 (2003) | | Partido Justicialista                                                                                            | Vicejefe de gobierno de la ciudad de Buenos Aires (2003–2006)                                                    | | |
| 5 | | | Mauricio Macri 1959 – (66 años)                                                                                  | Provincia de Buenos Aires                                                                                        | 10 de diciembre de 2007 – 10 de diciembre de 2011                                                                | Compromiso para el Cambio                                                                                        | Diputado de la Nación Argentina (2005–2007)                                                                      | 4 (2007) | | Gabriela Michetti (Renunció el 20 de abril de 2009)                                                              |
| 5 | Vacante | | Mauricio Macri 1959 – (66 años)                                                                                  | Provincia de Buenos Aires                                                                                        | 10 de diciembre de 2007 – 10 de diciembre de 2011                                                                | Compromiso para el Cambio                                                                                        | Diputado de la Nación Argentina (2005–2007)                                                                      | 4 (2007) | | |
| 5 | | 10 de diciembre de 2011 – 10 de diciembre de 2015                                                                | Mauricio Macri 1959 – (66 años)                                                                                  | Provincia de Buenos Aires                                                                                        | Propuesta Republicana                                                                                            | Jefe de Gobierno de la Ciudad de Buenos Aires (2007–2011)                                                        | 5 (2011) | | María Eugenia Vidal                                                                                              | |
| 6 | | | Horacio Rodríguez Larreta 1965 – (59 años)                                                                       | Ciudad Autónoma de Buenos Aires                                                                                  | 10 de diciembre de 2015 – 10 de diciembre de 2019                                                                | Propuesta Republicana                                                                                            | Jefe de Gabinete del Gobierno de la Ciudad de Buenos Aires (2007–2015)                                           | 6 (2015) | | Diego Santilli (Renunció el 22 de julio de 2021)                                                                 |
| 6 | 10 de diciembre de 2019 – 7 de diciembre de 2023                                                                 | 7 (2019) | Horacio Rodríguez Larreta 1965 – (59 años)                                                                       | Ciudad Autónoma de Buenos Aires                                                                                  | | Propuesta Republicana                                                                                            | Jefe de Gabinete del Gobierno de la Ciudad de Buenos Aires (2007–2015)                                           | | | Diego Santilli (Renunció el 22 de julio de 2021)                                                                 |
| 6 | 10 de diciembre de 2019 – 7 de diciembre de 2023                                                                 | 7 (2019) | Horacio Rodríguez Larreta 1965 – (59 años)                                                                       | Ciudad Autónoma de Buenos Aires                                                                                  | Vacante | Propuesta Republicana                                                                                            | Jefe de Gabinete del Gobierno de la Ciudad de Buenos Aires (2007–2015)                                           | | | |
| 7 | | | Jorge Macri 1965 – (60 años)                                                                                     | Provincia de Buenos Aires                                                                                        | 7 de diciembre de 2023 – En el cargo                                                                             | Propuesta Republicana                                                                                            | Intendente de Vicente López (2011-2023)                                                                          | 8 (2023) | | Clara Muzzio |